# Biniam Girmay
Biniam Girmay Hailu (Asmara, 2 april 2000) is een Eritrees wielrenner. Hij werd de eerste Eritrese winnaar van een wielerklassieker met zijn winst in Gent-Wevelgem in 2022. Hij werd in 2024 de eerste Eritrese eindwinnaar van het klassement van de groene trui in de Ronde van Frankrijk.

## Carrière
Girmay begon met wielrennen op aangeven van zijn vader en al snel bleek dat hij talentvol was. Hij won de ene na de andere wedstrijd in zijn thuisland Eritrea. Het leverde hem een uitnodiging van de UCI op om in het internationaal opleidingscentrum te komen trainen.
Girmay won in 2019 de derde etappe van La Tropicale Amissa Bongo en de vijfde etappe van de Ronde van Rwanda. In 2020 won hij zowel de derde als de zesde etappe van La Tropicale Amissa Bongo.
In mei 2021 werd zijn contract bij DELKO door financiële problemen verbroken. In augustus maakte hij de overstap naar World Tour-ploeg Intermarché-Wanty-Gobert Matériaux. Later in dat seizoen won Girmay de eerste editie van de Classic Grand Besançon Doubs. Op het wereldkampioenschap pakte hij zilver op de wegrit voor beloften. Hij was zo de eerste zwarte Afrikaanse wielrenner die een medaille pakte op het wereldkampioenschap. Bij zijn thuiskomst in Eritrea kreeg hij een heldenontvangst.
In het voorjaar van 2022 won Girmay de Trofeo Alcúdia en werd hij zevende in La Drôme Classic. In de klassiekers werd hij tiende in Milaan-Turijn, twaalfde in Milaan-San Remo en vijfde in de E3 Saxo Bank Classic. Hij won Gent-Wevelgem bij zijn eerste deelname in een sprint met vier.
In de Ronde van Italië van 2022 werd Girmay de eerste zwarte ritwinnaar ooit. Girmay won de tiende etappe naar Jesi door Mathieu van der Poel in de sprint te kloppen. Toen Girmay bij de podiumceremonie een fles opende, schoot de kurk in zijn linkeroog. Door een bloeding in de voorste oogkamer was Girmay genoodzaakt om de wedstrijd te verlaten en vervolgens een periode rust te houden.
In 2023 won hij etappes in de Ronde van Valencia en de Ronde van Zwitserland. In de Ronde van Frankrijk behaalde hij zijn eerste podiumplaats, dit was in de zevende etappe waar hij als derde finishte achter Jasper Philipsen en Mark Cavendish. In het najaar behaalde Girmay nog enkele top tien plaatsen in onder andere de Grote Prijs van Wallonië en Parijs-Chauny.
In 2024 was het eind januari al raak voor de Eritreeër, hij won de Surf Coast Classic voor Elia Viviani en Corbin Strong. Daarnaast was Girmay succesvol in het voorjaar van 2024. Hij won de Circuit Franco-Belge en werd tweede in de Ronde van Keulen en de Brussels Cycling Classic. Bij zijn tweede deelname aan de Ronde van Frankrijk won hij de eerste sprintgelegenheid. Dit was de derde etappe, van Piacenza naar Turijn, die het drieluik op Italiaanse bodem afsloot. Girmay won dat jaar bovendien als eerste zwarte Afrikaan een etappe in de Tour. Hij was echter niet de eerste persoon geboren in Afrika die een etappe wist te winnen, zo gingen bijvoorbeeld de Algerijn Marcel Molinès en de Zuid-Afrikanen Robert Hunter en Daryl Impey hem al voor. Daarnaast werd Chris Froome, die onder Britse vlag fietste, geboren in Kenia. Ondanks een val in de zestiende etappe werd Girmay ook de eindwinnaar in het klassement voor de groene trui in de Ronde van Frankrijk 2024, ditmaal wel voor het eerst als Afrikaanse renner.

## Overwinningen
2018
Afrikaanse kampioenschap ploegentijdrit, junioren
Afrikaanse kampioenschap tijdrijden, junioren
Afrikaanse kampioenschap wegwedstrijd, junioren
1e etappe Aubel-Thimister-Stavelot, junioren
2019
3e etappe La Tropicale Amissa Bongo
5e etappe Ronde van Rwanda
2020
3e en 6e etappe La Tropicale Amissa Bongo
Puntenklassement La Tropicale Amissa Bongo
2021
Classic Grand Besançon Doubs
2022
Trofeo Alcúdia-Port d'Alcúdia
Gent-Wevelgem
10e etappe Ronde van Italië
 Eritrees kampioenschap tijdrijden, elite
2023
1e etappe Ronde van Valencia
2e etappe Ronde van Zwitserland
2024
Surf Coast Classic
Circuit Franco-Belge
3e, 8e en 12e etappe Ronde van Frankrijk
 Puntenklassement Ronde van Frankrijk

## Resultaten in voornaamste wedstrijden
| Jaar | Ronde van Italië | Ronde van Frankrijk | Ronde van Spanje |
| ---- | ---------------- | ------------------- | ---------------- |
| 2020 |                  |                     |                  |
| 2021 |                  |                     |                  |
| 2022 | opgave (1)       |                     |                  |
| 2023 |                  | 125e                |                  |
| 2024 | opgave           | 113e (3)            |                  |
| 2025 |                  | 132e                |                  |

| Jaar | Milaan-San Remo | Gent-Wevelgem | Ronde van Vlaanderen | Parijs-Roubaix | Waalse Pijl | Parijs-Tours | E3 Saxo Classic |  | WK op de weg |  | Wereldranglijsten |
| ---- | --------------- | ------------- | -------------------- | -------------- | ----------- | ------------ | --------------- |  | ------------ |  | ----------------- |
| 2020 |                 |               |                      |                |             | 20e          |                 |  |              |  | 113e (UWR)        |
| 2021 |                 |               |                      |                | 101e        |              |                 |  |              |  | 75e (UWR)         |
| 2022 | 12e             | ↑             |                      |                |             |              | 5e              |  | 54e          |  | 16e (UWR)         |
| 2023 | 28e             | 97e           | opgave               |                |             | 14e          | opgave          |  |              |  | 113e (UWR)        |
| 2024 | 27e             | 7e            | 59e                  |                |             |              | 19e             |  | opgave       |  | 9e (UWR)          |
| 2025 | 14e             | 7e            | 35e                  | 15e            |             |              | 22e             |  |              |  |                   |

## Ploegen
- 2020 –  NIPPO DELKO One Provence
- 2021 –  DELKO (tot 31 mei)
- 2021 –  Intermarché-Wanty-Gobert Matériaux (vanaf 1 augustus)
- 2022 –  Intermarché-Wanty-Gobert Matériaux
- 2023 –  Intermarché-Circus-Wanty
- 2024 –  Intermarché-Wanty
- 2025 –  Intermarché-Wanty

Bakelants · Bellicaud · De Gendt · De Plus · De Winter · Delacroix · Devriendt · Eiking · Evans · Hermans · Hirt · van der Hoorn · van Kessel · Koch · Kreder · Lammertink · Meintjes · Minali · Pasqualon · Petilli · Planckaert · B. van Poppel · D. van Poppel · Rota · Taaramäe · Van Melsen · Vanspeybrouck · Vliegen · Zimmermann · Girmay (stagiair) · Daemen (stagiair) · De Pooter (stagiair) · Jarnet (stagiair)
Bakelants · Bystrøm · Claeys · De Gendt · Delacroix · Devriendt · Girmay · Goossens · Hermans · Hirt · Huys · Johansen · Kristoff · Meintjes · Page · Pasqualon · Peák · Petilli · Petit · Planckaert ·  Pozzovivo(vanaf 14/2) · Rota · Taaramäe · Thijssen · van der Hoorn · van Kessel · Van Melsen · van Poppel · Vliegen · Zimmermann · De Pooter (stagiair) · Mihkels (stagiair)
Bonifazio · Bystrøm · Calmejane · Costa · De Gendt · De Pooter · Girmay · Goossens · Herregodts · Huys · Johansen · Marit · Meintjes · Mihkels · Page · Paquot · Petilli · Petit · Planckaert · Rex · Rota · Smith · Taaramäe · Teunissen · Thijssen · van der Hoorn · van Poppel · Vliegen · Zimmermann
Braet · Busatto · Calmejane · Colleoni · De Pooter · Faure Prost · Girmay · Goossens · Herregodts · Kuypers(vanaf 4/4) · Marit · Meintjes · Mihkels · Page · Paquot · Petilli · Petit · Planckaert · Rex · Rota · Smith · Taaramäe · Teunissen · Thijssen · van der Hoorn · Van Hoecke · van Poppel · van Sintmaartensdijk · Zimmermann · Dolven(stagiair)